# Jandrei
Jandrei Chitolina Carniel, mais conhecido como Jandrei (Itaqui, 1 de março de 1993), é um futebolista brasileiro que atua como goleiro do Juventude, emprestado pelo São Paulo.

## Carreira

### Antecedentes
Nascido em Itaqui, Rio Grande do Sul, Jandrei começou sua carreira no futsal da sua cidade natal aos seis anos de idade. Quando mudou de cidade, Jandrei foi jogar em um projeto do Internacional, passou pela Ulbra e passou a integrar a categoria sub-13 do Internacional.
Jandrei ficou no Internacional até o ano de 2014, quando foi dispensado pelo clube, ficando sem disputar uma partida sequer na equipe profissional.

### Novo Hamburgo
No dia 12 de setembro de 2014, foi anunciada a contratação de Jandrei pelo Novo Hamburgo.

### Atlético Tubarão
Em maio de 2016, Jandrei foi anunciado pelo Tubarão. Ele foi titular regular do clube, jogando em 13 partidas de sua equipe quando foi promovida para a primeira divisão catarinense de 2017.

### Chapecoense

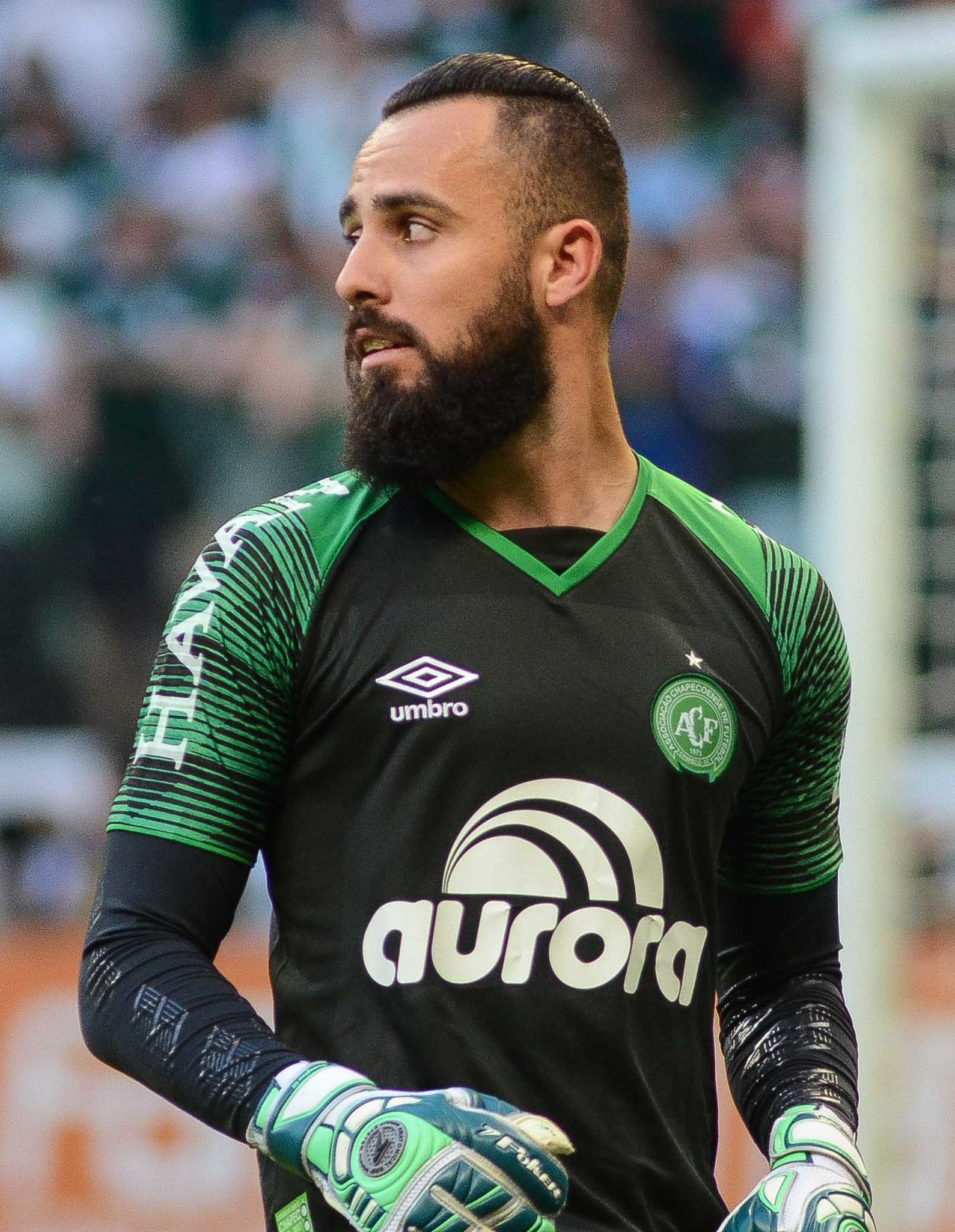
Jandrei pela Chapecoense

Em 1 de março de 2017, Jandrei assinou um contrato de empréstimo com a Chapecoense, válido até o fim do ano, com uma cláusula de compra. Jandrei fez sua estreia pelo clube no dia 13 de maio, em um empate fora de casa por 1–1 com o Corinthians, pelo Campeonato Brasileiro. Sua primeira partida em uma competição continental aconteceu no dia 17 de maio, em uma vitória fora de casa por 2–1 sobre o clube argentino Lanús, pela Copa Libertadores. Que mais tarde seria revertido em um W.O por conta da escalação irregular do jogador Luiz Otávio.
O goleiro chegou como aposta durante o Estadual e assumiu a condição de titular em meados do mesmo ano. Desde então, sua titularidade absoluta não deu mais chances aos concorrentes Artur Moraes e Elias. Em 15 de novembro, a Chapecoense anunciou a compra definitiva de Jandrei por 350 mil reais e renovando seu contrato até 2021.

### Genoa
Em 6 de janeiro de 2019, o clube italiano Genoa anunciou a contratação de Jandrei, com o valor da venda por 10 milhões de reais. Ele fez sua estreia em 9 de março, em uma derrota fora de casa por 1–0 para o Parma, pelo Campeonato Italiano. Durante a temporada 2018–19, Jandrei passou a ser reserva do goleiro romeno Ionuț Radu.

### Athlético Paranaense
Após ser pouco aproveitado no Genoa, ainda mais com a chegada do goleiro Mattia Perin, no dia 13 de fevereiro de 2020, foi anunciada a contratação de Jandrei pelo Athletico Paranaense, por um contrato até junho de 2021. Fez sua estreia pelo clube no dia 22 de fevereiro, em uma vitória em casa por 5–1 sobre o Cascavel CR, pelo Campeonato Paranaense.
Após o Athletico Paranaense não exercer a opção de compra ao Genoa, no dia 19 de abril de 2021, foi confirmado que Jandrei iria encerrar seu contrato após o fim do contrato de empréstimo. Pelo clube, atuou em apenas sete partidas.

### Santos
Em 25 de agosto de 2021, o Santos anunciou a contratação de Jandrei, por um contrato até o fim do Campeonato Paulista de 2022. Jandrei atuou em apenas uma partida pelo clube, no dia 17 de outubro, em um empate fora de casa por 0–0 com o Sport, pelo Campeonato Brasileiro.

### São Paulo
No dia 24 de dezembro de 2021, o São Paulo anunciou a contratação de Jandrei, por um contrato válido até 2023 e com a possibilidade de prorrogação por mais duas temporadas. Em sua estreia pelo São Paulo, no dia 30 de janeiro de 2022, Jandrei defendeu um pênalti cobrado por Gérson Magrão no empate em casa por 0–0 contra o Ituano, pela segunda rodada do Campeonato Paulista. Além da defesa da penalidade, fez outras diversas defesas difíceis no jogo, garantindo o empate.
Jandrei assumiu a condição de titular depois de jogos irregulares de Tiago Volpi, o goleiro manteve o status até a parte final da temporada, quando atuações ruins abriram espaço para a chegada emergencial de Felipe Alves. No dia 20 de junho de 2023, Jandrei renovou seu contrato com o São Paulo até o fim de 2026.

### Juventude
Em 13 de agosto de 2025, o Juventude oficializou a contratação, por empréstimo até o final da temporada, do goleiro Jandrei, que estava no São Paulo. O jogador já havia sido procurado pelo clube gaúcho no início da temporada, e as conversas foram retomadas nos dias anteriores ao acerto, após a chegada do técnico Thiago Carpini.

## Estilo de jogo
Goleiro habilidoso entre as trave e tecnicamente, ele tem bom senso de posicionamento e vê entre seus pontos fortes a reatividade nas saídas e a habilidade na montagem do jogo.

## Vida pessoal
Jandrei tem origem italiana, tanto por parte do pai quanto da mãe. Tem esposa, casado desde 2016, e uma filha, nascida em 2013. Possui cidadania italiana e passaporte duplo, brasileiro e italiano.

## Estatísticas
Atualizadas até 2 de junho de 2024

### Clubes
| Equipe               | Temporada         | Campeonato nacional | Campeonato nacional | Campeonato nacional | Copa nacional[a] | Copa nacional[a] | Copa nacional[a] | Competições continentais[b] | Competições continentais[b] | Competições continentais[b] | Outros torneios[c] | Outros torneios[c] | Outros torneios[c] | Total | Total | Total   |
| Equipe               | Temporada         | Jogos               | Gols                | Assist.             | Jogos            | Gols             | Assist.          | Jogos                       | Gols                        | Assist.                     | Jogos              | Gols               | Assist.            | Jogos | Gols  | Assist. |
| -------------------- | ----------------- | ------------------- | ------------------- | ------------------- | ---------------- | ---------------- | ---------------- | --------------------------- | --------------------------- | --------------------------- | ------------------ | ------------------ | ------------------ | ----- | ----- | ------- |
| Internacional        | 2014              | —                   | —                   | —                   | —                | —                | —                | —                           | —                           | —                           | 0                  | 0                  | 0                  | 0     | 0     | 0       |
| Internacional        | Total             | 0                   | 0                   | 0                   | 0                | 0                | 0                | 0                           | 0                           | 0                           | 0                  | 0                  | 0                  | 0     | 0     | 0       |
| Novo Hamburgo        | 2014              | —                   | —                   | —                   | —                | —                | —                | —                           | —                           | —                           | 1                  | 0                  | 0                  | 1     | 0     | 0       |
| Novo Hamburgo        | 2015              | —                   | —                   | —                   | —                | —                | —                | —                           | —                           | —                           | 19                 | 0                  | 0                  | 19    | 0     | 0       |
| Novo Hamburgo        | 2016              | —                   | —                   | —                   | —                | —                | —                | —                           | —                           | —                           | 6                  | 0                  | 0                  | 6     | 0     | 0       |
| Novo Hamburgo        | Total             | 0                   | 0                   | 0                   | 0                | 0                | 0                | 0                           | 0                           | 0                           | 26                 | 0                  | 0                  | 26    | 0     | 0       |
| Tubarão              | 2016              | —                   | —                   | —                   | —                | —                | —                | —                           | —                           | —                           | 13                 | 0                  | 0                  | 13    | 0     | 0       |
| Tubarão              | 2017              | —                   | —                   | —                   | —                | —                | —                | —                           | —                           | —                           | 7                  | 0                  | 0                  | 7     | 0     | 0       |
| Tubarão              | Total             | 0                   | 0                   | 0                   | 0                | 0                | 0                | 0                           | 0                           | 0                           | 20                 | 0                  | 0                  | 20    | 0     | 0       |
| Chapecoense          | 2017              | 38                  | 0                   | 0                   | 1                | 0                | 0                | 6                           | 0                           | 0                           | 1                  | 0                  | 0                  | 46    | 0     | 0       |
| Chapecoense          | 2018              | 38                  | 0                   | 0                   | 4                | 0                | 0                | 2                           | 0                           | 0                           | 16                 | 0                  | 0                  | 60    | 0     | 0       |
| Chapecoense          | Total             | 76                  | 0                   | 0                   | 5                | 0                | 0                | 8                           | 0                           | 0                           | 17                 | 0                  | 0                  | 106   | 0     | 0       |
| Genoa                | 2018–19           | 1                   | 0                   | 0                   | —                | —                | —                | —                           | —                           | —                           | —                  | —                  | —                  | 1     | 0     | 0       |
| Genoa                | 2019–20           | 0                   | 0                   | 0                   | 1                | 0                | 0                | —                           | —                           | —                           | —                  | —                  | —                  | 1     | 0     | 0       |
| Genoa                | Total             | 1                   | 0                   | 0                   | 1                | 0                | 0                | 0                           | 0                           | 0                           | 0                  | 0                  | 0                  | 2     | 0     | 0       |
| Athletico Paranaense | 2020              | 4                   | 0                   | 0                   | 0                | 0                | 0                | 2                           | 0                           | 0                           | 1                  | 0                  | 0                  | 7     | 0     | 0       |
| Athletico Paranaense | Total             | 4                   | 0                   | 0                   | 0                | 0                | 0                | 2                           | 0                           | 0                           | 1                  | 0                  | 0                  | 7     | 0     | 0       |
| Santos               | 2021              | 1                   | 0                   | 0                   | —                | —                | —                | —                           | —                           | —                           | —                  | —                  | —                  | 1     | 0     | 0       |
| Santos               | Total             | 1                   | 0                   | 0                   | 0                | 0                | 0                | 0                           | 0                           | 0                           | 0                  | 0                  | 0                  | 1     | 0     | 0       |
| São Paulo            | 2022              | 19                  | 0                   | 0                   | 9                | 0                | 0                | 4                           | 0                           | 0                           | 11                 | 0                  | 0                  | 43    | 0     | 0       |
| São Paulo            | 2023              | 5                   | 0                   | 0                   | 0                | 0                | 0                | 0                           | 0                           | 0                           | 0                  | 0                  | 0                  | 5     | 0     | 0       |
| São Paulo            | 2024              | 2                   | 0                   | 0                   | 0                | 0                | 0                | 0                           | 0                           | 0                           | 2                  | 0                  | 0                  | 4     | 0     | 0       |
| São Paulo            | Total             | 26                  | 0                   | 0                   | 9                | 0                | 0                | 4                           | 0                           | 0                           | 13                 | 0                  | 0                  | 52    | 0     | 0       |
| Total na carreira    | Total na carreira | 108                 | 0                   | 0                   | 15               | 0                | 0                | 14                          | 0                           | 0                           | 77                 | 0                  | 0                  | 214   | 0     | 0       |

- a. ^ Jogos da Copa do Brasil e da Coppa Italia
- b. ^ Jogos da Copa Libertadores da América e da Copa Sul-Americana
- c. ^ Jogos do Campeonato Gaúcho, da Copa FGF, do Campeonato Catarinense - Série B,  do Campeonato Catarinense, da Copa Suruga Bank, do Campeonato Paranaense e do Campeonato Paulista

## Títulos
Internacional
- Campeonato Gaúcho: 2014

Athletico Paranaense
- Campeonato Paranaense: 2020

São Paulo
- Copa do Brasil: 2023[43]
- Supercopa Rei: 2024[44]